# Angeline Stickney

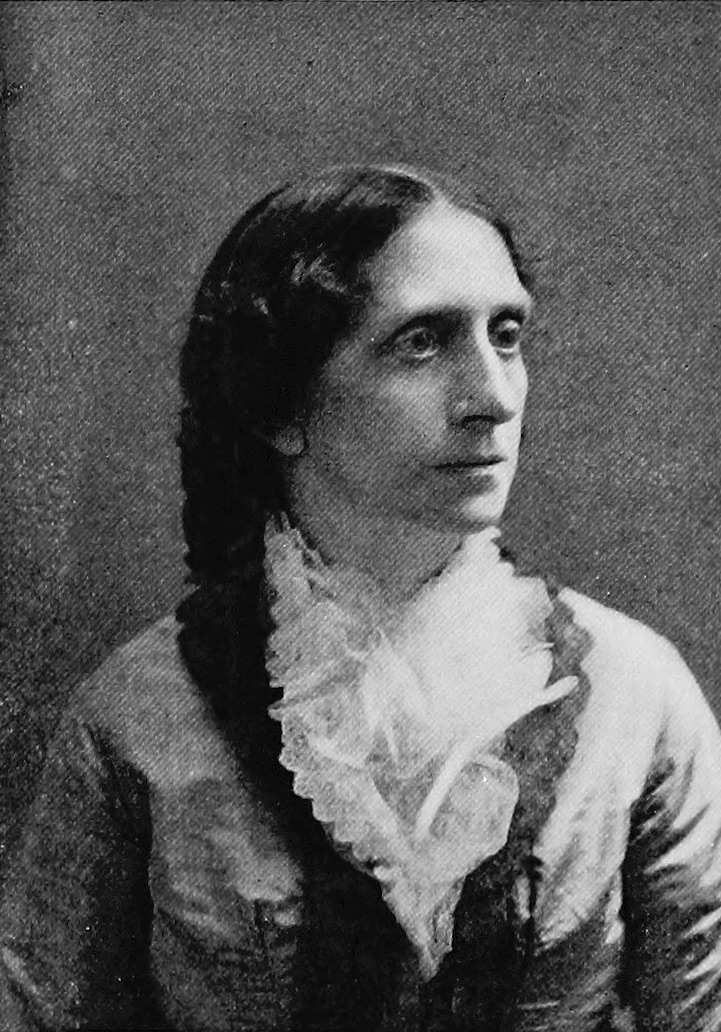
Angeline Stickney

Cloe Angeline Stickney Hall (* 1. November 1830; † 3. Juli 1892 in North Andover, Massachusetts) war eine amerikanische Mathematikerin, Sklavereigegnerin und Befürworterin des Frauenwahlrechts. Sie war Lehrerin und später auch die Ehefrau von Asaph Hall, dem Entdecker der beiden Marsmonde. Sie lehrte als Professorin am New-York Central College.
Sie ermunterte ihren Mann bei der Suche nach den beiden Monden, als dieser schon aufgeben wollte. Hall heiratete sie in Elkhorn, Wisconsin am 31. März 1856. Sie bekam mit ihm 4 Kinder.
Der größte Krater auf dem Mond Phobos wurde zu ihren Ehren Stickney benannt.